# Johannes Schiørring
Johannes Schiørring   (Copenhaguen, 10 de gener de 1869 - Fredriksberg, 16 de gener de 1951) era un violinista i mestre de concerts, germanastre d'Henry Schiørring i pare de Nils Schiørring.
Era el fill del músic de cambra Christian Schiørring i la seva dona Amalie, nascuda a Erichsen, van esdevenir estudiants del Conservatori danès de música i tingué per professor a Valdemar Tofte. Va ser professor de música a Bedford 1890-92 i després de la seva tornada va ser ocupat a la capella real el 1893. Schiørring va fer en repetides gires a Berlín i París, va ser professor al "Royal College of Art"". Conservatori danès de música 1909-48 i mestre de concerts 1917-34. Va ser cofundador i membre del consell de l'Associació Privada de Música de Cambra i va ser Cavaller del Dannebrog.
Es va casar el 2 d'abril de 1909 amb Karen Pullich (1886, Copenhaguen - 1981 a Hunde), filla d'un mestre a l'Escola Metropolitana, d'Anton Pullich i de Gerda.